# Elisabeth Chong Chong-Hye
Pour les articles homonymes, voir Sainte Elisabeth et Chong.
Elisabeth Chong Chong-Hye (en coréen 정정혜 엘리사벳) est une laïque chrétienne coréenne, née en 1797 à Majae (Neung-nae-ri), dans la province de Gyeonggi, morte le 29 décembre 1839.
Reconnue martyre et béatifiée en 1925, elle est canonisée par le pape Jean-Paul II le 6 mai 1984 avec un groupe de 102 autres martyrs de Corée. 
Elle est fêtée est le 29 décembre et le 20 septembre.

## Biographie
Elisabeth Chong Chong-Hye ou Chŏng Chŏng-hye naît vers 1797 à Majae, maintenant appelée Neung-nae-ri, dans la province de Gyeonggi. Elle est une fille des martyrs Augustin Chŏng et Cécile Yu So-sa. Elle est aussi la sœur du martyr Paul Chong Hasang. En 1801, quand Elisabeth a 5 ans, son père Augustin est tué, martyrisé pour sa foi. Elisabeth elle-même est aussi arrêtée à ce moment-là, en même temps que sa mère Cécile et ses deux frères. Le gouvernement confisque leurs biens puis libère la jeune veuve et les enfants.
Elisabeth et sa famille vont alors vivre avec l'un de leurs parents, non chrétien. Mais ils n'y sont pas bien traités, insuffisamment nourris. Elisabeth ressent le froid et la faim. Elle peut quand même bientôt gagner sa vie par son travail de couture et en filant. Cela lui permet de subvenir aussi aux besoins de sa mère et de son frère Paul. Les parents chez qui ils logent n'aimaient pas Elisabeth au début, mais ils se mettent à l'aimer par la suite, étant impressionnés par son comportement et sa pureté de cœur.
Jeune, Elisabeth avait fait le vœu à Dieu de garder sa virginité. Arrivée à l'âge d'environ 30 ans, elle ressent de fortes tentations pendant environ cinq ans. Pour surmonter ces tentations, elle utilise les moyens traditionnels de prière, de jeûne et de flagellations utilisés par les saints. Elle prie beaucoup également pour que des missionnaires viennent en Corée, selon la demande faite par son frère. Lorsque Mgr Laurent Imbert et deux prêtres français arrivent en Corée et viennent chez elle, elle est très heureuse et s'occupe d'eux avec soin.
Elle accueille tous les gens qui viennent chez elle pour voir les missionnaires. Elisabeth enseigne aux catéchumènes, et distribue l'aumône aux pauvres. Mgr Imbert dit à son sujet qu'elle est comme une femme catéchiste. Mais elle prend peur quand la persécution éclate. Quand l'évêque quitte Séoul pour s'échapper à la campagne, Elisabeth, sa mère et son frère Paul font de gros efforts pour consoler les catholiques, et se démènent pour fournir nourriture et vêtements aux pauvres et aux prisonniers. En même temps, ils se préparent intérieurement au martyre.
Elisabeth Chong Chong-Hye est finalement arrêtée le 19 juillet 1839 en même temps que sa mère et son frère. Interrogée, elle a refuse de renier sa foi, elle est alors sévèrement torturée. Elle est battue avec un club plusieurs centaines de fois, mais elle ne capitule pas. Elle dit aux gens qu'elle peut comprendre à quel point la souffrance du Seigneur était douloureuse. En prison, elle n'arrête pas de prier, de méditer et de réconforter et encourager ses camarades catholiques emprisonnés. Elle est décapitée le 29 décembre 1839, à 43 ans, à Séoul, devant la Petite Porte de l'Ouest, en compagnie de six autres catholiques.

## Canonisation
Colombe Kim Hyo-im est reconnue martyre par décret du Saint-Siège le 9 mai 1925 et ainsi proclamée vénérable. Elle est béatifiée (proclamée bienheureuse) le 6 juin suivant par le pape Pie XI.
Elle est canonisée (proclamée sainte) par le pape Jean-Paul II le 6 mai 1984 à Séoul avec un groupe de cent deux autres martyrs de Corée. 
Sainte Elisabeth Chong Chong-Hye est fêtée le 29 décembre, jour anniversaire de sa mort, et aussi le 20 septembre, date commune avec les autres martyrs de Corée. 